# Grand Prix Formule 1 van Duitsland 1968
De Grand Prix Formule 1 van Duitsland 1968 werd gehouden op 4 augustus op de Nordschleife van de Nürburgring in Nürburg. Het was de achtste race van het seizoen.

## Uitslag
| Pos. | Nr. | Coureur              | Constructeur  | Rondes | Tijd / Oorzaak uitval | Grid | Punten |
| ---- | --- | -------------------- | ------------- | ------ | --------------------- | ---- | ------ |
| 1    | 6   | Jackie Stewart       | Matra-Ford    | 14     | 2:19:03.2             | 6    | 9      |
| 2    | 3   | Graham Hill          | Lotus-Ford    | 14     | + 4:03.2              | 4    | 6      |
| 3    | 5   | Jochen Rindt         | Brabham-Repco | 14     | + 4:09.4              | 3    | 4      |
| 4    | 9   | Jacky Ickx           | Ferrari       | 14     | + 5:55.2              | 1    | 3      |
| 5    | 4   | Jack Brabham         | Brabham-Repco | 14     | + 6:21.1              | 15   | 2      |
| 6    | 10  | Pedro Rodriguez      | BRM           | 14     | + 6:25.0              | 14   | 1      |
| 7    | 1   | Denny Hulme          | McLaren-Ford  | 14     | + 6:31.0              | 11   |        |
| 8    | 22  | Piers Courage        | BRM           | 14     | + 7:56.4              | 8    |        |
| 9    | 14  | Dan Gurney           | Eagle-Weslake | 14     | + 8:13.7              | 10   |        |
| 10   | 18  | Hubert Hahne         | Lola-BMW      | 14     | + 10:11.4             | 18   |        |
| 11   | 21  | Jackie Oliver        | Lotus-Ford    | 13     | + 1 Ronde             | 13   |        |
| 12   | 17  | Kurt Ahrens Jr.      | Brabham-Repco | 13     | + 1 Ronde             | 17   |        |
| 13   | 2   | Bruce McLaren        | McLaren-Ford  | 13     | + 1 Ronde             | 16   |        |
| 14   | 11  | Richard Attwood      | BRM           | 13     | + 1 Ronde             | 20   |        |
| DNF  | 8   | Chris Amon           | Ferrari       | 11     | Ongeluk               | 2    |        |
| DNF  | 12  | Jean-Pierre Beltoise | Matra         | 8      | Ongeluk               | 12   |        |
| DNF  | 16  | Jo Siffert           | Lotus-Ford    | 6      | Ontsteking            | 9    |        |
| DNF  | 19  | Lucien Bianchi       | Cooper-BRM    | 6      | Brandstoflek          | 19   |        |
| DNF  | 7   | John Surtees         | Honda         | 3      | Ontsteking            | 7    |        |
| DNF  | 20  | Vic Elford           | Cooper-BRM    | 0      | Ongeluk               | 5    |        |

## Statistieken
| Pole-position | Jacky Ickx     | Ferrari    | 9:04.0 |
| Snelste ronde | Jackie Stewart | Matra-Ford | 9:36.0 |

## Noot
- Dit was de eerste pole position voor Jacky Ickx en voor een Belgische coureur.
- Eerste snelste ronde voor Jackie Stewart.
- Vijfde podiumplaats voor Jochen Rindt en voor een Oostenrijkse coureur.

1931 · 1932 · 1934 · 1935 · 1936 · 1937 · 1938 · 1939 · 1951 · 1952 · 1953 · 1954 · 1956 · 1957 · 1958 · 1959 · 1961 · 1962 · 1963 · 1964 · 1965 · 1966 · 1967 · 1968 · 1969 · 1970 · 1971 · 1972 · 1973 · 1974 · 1975 · 1976 · 1977 · 1978 · 1979 · 1980 · 1981 · 1982 · 1983 · 1984 · 1985 · 1986 · 1987 · 1988 · 1989 · 1990 · 1991 · 1992 · 1993 · 1994 · 1995 · 1996 · 1997 · 1998 · 1999 · 2000 · 2001 · 2002 · 2003 · 2004 · 2005 · 2006 · 2008 · 2009 · 2010 · 2011 · 2012 · 2013 · 2014 · 2016 · 2018 · 2019
Als eretitel: 1923 (Italië) · 1924 (Frankrijk) · 1925 (België) · 1926 (San Sebastián) · 1927 (Italië) · 1928 (Italië) · 1930 (België) · 1947 (België) · 1948 (Zwitserland) · 1949 (Italië) · 1950 (Groot-Brittannië) · 1951 (Frankrijk) · 1952 (België) · 1954 (Duitsland) · 1955 (Monaco) · 1956 (Italië) · 1957 (Groot-Brittannië) · 1958 (België) · 1959 (Frankrijk) · 1960 (Italië) · 1961 (Duitsland) · 1962 (Nederland) · 1963 (Monaco) · 1964 (Groot-Brittannië) · 1965 (België) · 1966 (Frankrijk) · 1967 (Italië) · 1968 (Duitsland) · 1972 (Groot-Brittannië) · 1973 (België) · 1974 (Duitsland) · 1975 (Oostenrijk) · 1976 (Nederland) · 1977 (Groot-Brittannië)
Als alleenstaande race: 1983 · 1984 · 1985 · 1993 · 1994 · 1995 · 1996 · 1997 · 1999 · 2000 · 2001 · 2002 · 2003 · 2004 · 2005 · 2006 · 2007 · 2008 · 2009 · 2010 · 2011 · 2012 · 2016